# Renato Tapia
Renato Fabrizio Tapia Cortijo (nascut el 28 de juliol de 1995) és un futbolista professional peruà que juga com a migcampista defensiua l'Al-Wasl SC. És internacional amb la selecció de futbol del Perú.

## Carrera de club

### Carrera juvenil
Nascut a Lima, Perú, Tapia va començar la seva carrera futbolística a l'equip juvenil de l'Sporting Cristal abans d'unir-se a l'acadèmia Esther Grande als dotze anys, on ràpidament es va refermar com a jugador del juvenil. Mentre estava a l'acadèmia Esther Grande, va ajudar l'equip a guanyar la Copa Federació en la categoria 1995, guanyant també el premi al millor jugador a la 'Nit de les estrelles'. La seva progressió a l'acadèmia Esther Grande va atraure l'interès dels equips de la Premier League, Liverpool i Tottenham Hotspur FC. Tapia va revelar que gairebé es va incorporar al Liverpool, però va ser rebutjat, a causa de la seva alçària.

### Twente
En el mercat d'estiu del 2013, Tapia es va traslladar a Europa per primera vegada en la seva carrera, signant un contracte de quatre anys amb el FC Twente de l'Eredivisie. Immediatament després d'unir-se al club, va ser enviat al Jong FC Twente, el filial del club, per formar-se.
Tapia va debutar en el Jong FC Twente en un empat 3-3 contra el De Graafschap el 20 de setembre de 2013, entrant com a substitut a la segona part per Robbert Schilder. Dues setmanes més tard, el 4 d'octubre de 2013, va ser un substitut no utilitzat en el partit del primer equip contra el Cambuur Tapia va continuar desenvolupant-se al Jong FC Twente i va marcar el seu primer gol el 22 de novembre de 2013, en una victòria per 2-1 contra el Willem II. Va fer 19 aparicions, marcant una vegada per al filial del Twente la temporada 2013-14.
Després d'una temporada al Jong FC Twente, Tapia va ascendir al primer equip del FC Twente. Va debutar amb el primer equip en el primer partit de la temporada, un empat 0-0 contra el Cambuur, entrant com a substitut al minut 80 de Darryl Lachman. Una setmana després va patir una lesió al turmell que el va mantenir fora durant tres mesos. Va tornar al primer equip com a substitut en els darrers minuts en una victòria per 2-1 contra el PEC Zwolle el 23 de novembre de 2014. En un partit contra el Willem II el 21 de desembre de 2014, Tapia va ser expulsat, només 8 minuts després d'entrar com a substitut, per una falta a Samuel Armenteros. Després d'una sanció d'un partit, va marcar el seu primer gol amb el club el 31 de gener de 2015, en una victòria per 2-1 sobre el Cambuur. Més tard va marcar quatre gols més al final de la temporada contra PEC Zwolle, FC Groningen i un doblet contra Go Ahead Eagles. La seva temporada va acabar quan va patir una lesió al genoll i va acabar la temporada fent 22 aparicions i marcant cinc gols en totes les competicions.
Poc després d'acabar la temporada 2014-15, Tapia es va operar al genoll i s'esperava que fos baixa per a l'inici de la temporada 2015-16, cosa que li costaria la plaça a la selecció del Perú per a la Copa Amèrica 2015. Però a mitjans de juliol es va recuperar d'una lesió al genoll després d'entrenar amb el primer equip. Després va marcar en el primer partit de la temporada, en un empat 1-1 contra el Groningen. Va tornar a patir una lesió al genoll i com a conseqüència va ser substituït a la segona part. Després d'haver recuperat, va participar en diverses aparicions, jugant els cinc primers partits de la temporada, abans de patir una lesió al genoll contra l'Ajax el 12 de setembre de 2015. Va patir una lesió al genoll a principis de novembre i es va perdre un partit de Twente, però es va recuperar a temps per al seu deure internacional. Al final de la primera meitat de la temporada, Tapia havia fet 14 aparicions i havia marcat un cop en totes les competicions.

### Feyenoord
El desembre de 2015, el Feyenoord va confirmar el seu interès a fitxar Tapia després de conèixer la situació financera del FC Twente i es va informar que tres jugadors del Twente havien de ser venuts. El traspàs es va finalitzar el 27 de gener de 2016, per una quota de transferència informada de 2,4 milions d'euros. Després de tres anys al FC Twente, Tapia va signar un contracte de 4,5 anys amb el Feyenoord.
Tapia va debutar al Feyenoord en un partit de rivalitat contra l'Ajax el 7 de febrer de 2016, començant com a titular, amb una derrota per 2-1. Les seves oportunitats de primer equip es van limitar a tres aparicions i ser un suplent no utilitzat. Més tard va afirmar que per guanyar una oportunitat del primer equip, havia de millorar actuant de manera més ràpida i senzilla per adaptar-se a les tàctiques del club.
Abans de la temporada 2016-17, Tapia esperava poder establir-se al primer equip. Va continuar sent suplent. El 22 de setembre de 2016, va fer la seva primera aparició a la segona ronda de la Copa KNVB, jugant 7 minuts després d'entrar com a substitut en una victòria per 4-1 contra l'Oss. El 2 d'octubre de 2016, va marcar en la seva primera aparició a la lliga de la temporada, només 13 minuts després d'entrar com a substitut, en una victòria per 2-0 sobre el Willem II.

### Celta de Vigo
El 20 de juliol de 2020, el Celta de Vigo va anunciar el fitxatge gratuït de Tapia amb un contracte de quatre anys.

### Leganés
El 15 d'agost de 2024, Tapia va romandre a la primera divisió espanyola, en fitxar pel CD Leganés.

## Vida personal
Tapia és d'origen africà i quítxua i, al costat del seu company d'equip Edison Flores, va fer campanya per promoure i protegir el poble quítxua durant la Copa del Món de la FIFA 2018.

## Palmarès
Feyenoord
- Eredivisie: 2016–17
- Copa KNVB: 2015–16, 2017–18
- Johan Cruijff Shield: 2017,[41] 2018[42]